# コマーノ
コマーノ(伊: Comano)は、イタリア共和国トスカーナ州マッサ＝カッラーラ県にある、人口約700人の基礎自治体（コムーネ）。

## 地理

### 位置・広がり

#### 隣接コムーネ
隣接するコムーネは以下の通り。括弧内のREはレッジョ・エミリア県、PRはパルマ県所属を示す。
- コッラーニャ (RE)
- フィヴィッツァーノ
- リッチャーナ・ナルディ
- モンキオ・デッレ・コルティ (PR)
- ラミゼート (RE)

### 気候分類・地震分類
コマーノにおけるイタリアの気候分類 (it) および度日は、zona E, 2723 GGである。
また、イタリアの地震リスク階級 (it) では、zona 2 (sismicità media) に分類される。

## 行政

### 分離集落
コマーノには、以下の分離集落（フラツィオーネ）がある。
- Camporaghena, Crespiano, Montale, Prota, Torsana